# Graptocullia
Graptocullia là một chi bướm đêm thuộc họ Noctuidae.